# 紡錘状回
紡錘状回（ぼうすいじょうかい、英: Fusiform gyrus）は、側頭葉の脳回。紡錘状回は後頭側頭回 (occipitotemporal gyrus)と呼ばれることもある。また、後頭側頭回の上、海馬傍回の下の脳回を紡錘状回とする文献もある。

## 機能

紡錘状回の位置を様々な角度から見た動画。赤く塗られているところが紡錘状回。

この領域の機能に関しては、まだ論争が存在するが、以下の5つに関しては比較的合意が成されている。
1. 色情報の処理
2. 顔と身体の認知 (紡錘状顔領域 (FFA : fusiform face area))
3. 単語認知
4. 数字認知
5. 抽象化

紡錘状回が相貌失認と呼ばれる障害と関係しているとする研究者も存在する。

### 共感覚における役割
最近の研究によって、共感覚を持つ人が文字-色知覚をしている際に紡錘状回が活動していることが示されている。